# Todomondo

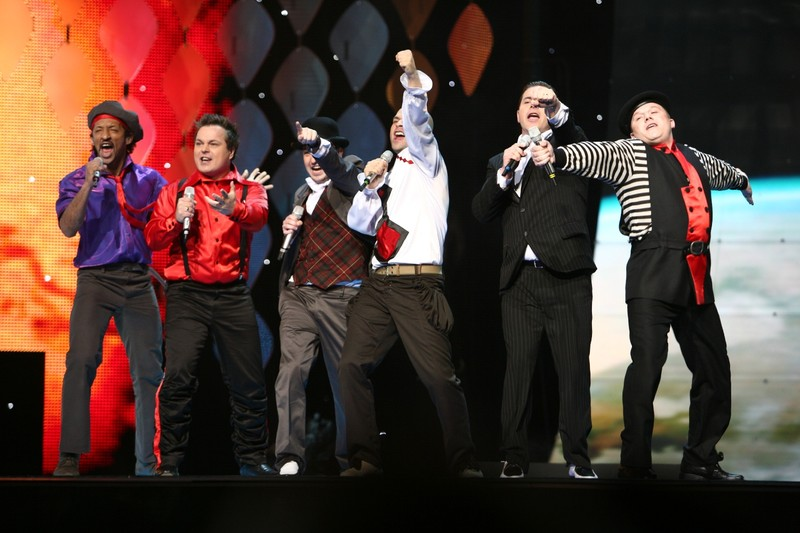
Todomondo beim Eurovision Song Contest 2007

Todomondo war eine kurzlebige rumänische Popband, die 2007 gegründet wurde.

## Hintergrund
Zu Todomondo gehören Andrei, Ciro de Luca, Mister M, Kamara, Valeriu und Vlad Crețu.
Die Musikgruppe durfte als Gewinner der rumänischen Vorauswahl ihr Land beim Eurovision Song Contest 2007 vertreten. Sie präsentierten das Lied Liubi, Liubi, I love you.
Das besondere bei diesem Lied ist, dass es in sechs Sprachen gesungen wird (Englisch, Italienisch, Spanisch, Russisch, Französisch, Rumänisch). Jedes Bandmitglied sang in einer anderen Sprache. Sie erreichten den 13. Platz mit insgesamt 84 Punkten.